# Internationaal filmfestival van Göteborg

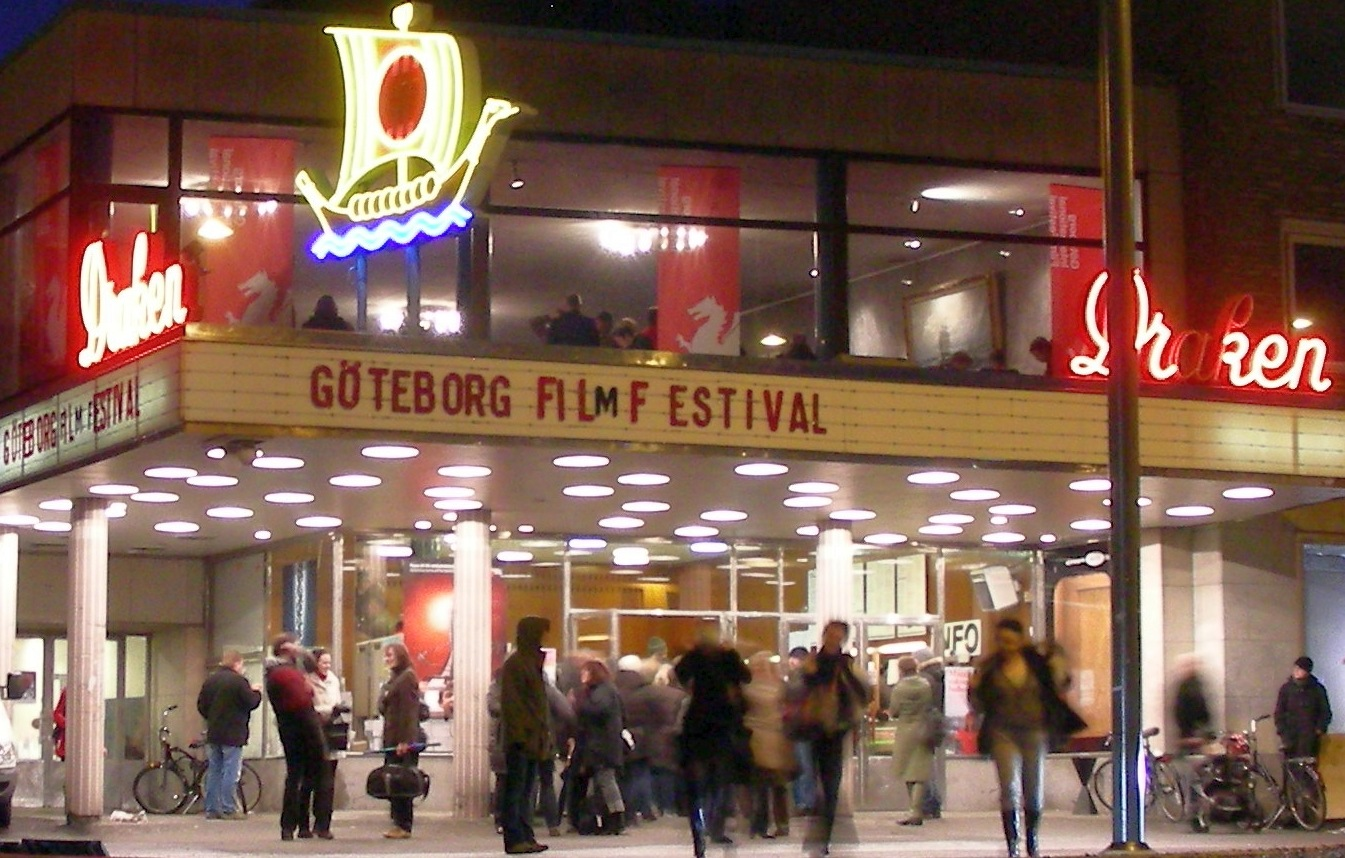
De bioscoop Draken tijdens het filmfestival (2008)

Het internationaal filmfestival van Göteborg (Engels: Göteborg International Film Festival, GIFF) is een filmfestival dat jaarlijks in januari of februari plaatsvindt in de Zweedse stad Göteborg. Het is het belangrijkste filmfestival van de Noordse landen en een van de grootste ter wereld. Een van de doelstellingen van het festival, dat in 1979 voor het eerst gehouden werd, is om als internationale springplank te dienen voor nieuwe films uit de Noordse landen.
Er worden jaarlijks zo'n bijna 500 verschillende films vertoond. In 2013 werden zo'n 133.000 kaartjes verkocht aan 34.000 bezoekers. Naast het filmprogramma worden zo'n 40 seminars en andere evenementen rond het festival gehouden. De seminars trokken in 2013 11.000 bezoekers. Er vindt ook een handelsbeurs plaats voor films uit de Noordse landen onder de naam Nordic Film Market.
Tijdens het festival wordt een reeks filmprijzen uitgereikt, de Dragon Awards. Deze prijzen omvatten onder meer de Dragon Award Best Nordic Film (voor de beste film uit de Noordse landen) en de Ingmar Bergman International Debut Award voor een debuterende regisseur. Naast de Dragon Awards wordt ook een aantal andere prijzen uitgereikt, zoals de FIPRESCI-prijs van een internationale jury van filmcritici en de Startsladden-prijs voor beste korte film.
De organisatoren van het filmfestival geven een halfjaarlijks tijdschrift uit (Filmkonst) en organiseren ook een jaarlijkse Bergmanweek rond de films van de Zweedse regisseur Ingmar Bergman.

## Prijzen

### Dragon Awards
- Dragon Award Best Nordic Film / Nordiska filmpriset (beste film uit de Noordse landen)
- Dragon Award Best Nordic Film – Audience Choice / Nordiska Filmpriset – Publikens val (beste film uit de Noordse landen, publieksprijs)
- Dragon Award Best Nordic Documentary Film (beste documentairefilm uit de Noordse landen; uitgereikt sinds 2013)
- Dragon Award Best Swedish Documentary (beste Zweedse documentairefilm)
- Dragon Award Best Feature Film - Audience Choice (beste film, publieksprijs)
- The Ingmar Bergman International Debut Award (voor een debuterende regisseur)
- Nordic Honorary Dragon Award (oeuvreprijs, wordt vanaf 2014 uitgereikt)
- Publikens val: Bästa långfilm (beste film, publieksprijs)
- Publikens val: Bästa nordiska film (beste film uit de Noordse landen, publieksprijs)

De aanmoedigingsprijs Dragon Award New Talent wordt niet meer uitgereikt.

### Andere prijzen
- Startsladden (beste korte film)
- Publikens val – Bästa Kortfilm (beste korte film, publieksprijs)
- Lorensprisen (beste Zweedse filmproducent)
- Svenska Kyrkans filmpris (beste Zweedse film)
- Fipresci-priset (FIPRESCI-prijs van een internationale jury van filmcritici)
- Novellfilmspriset (beste novellefilm)
- Publikens val - Novellfilm (beste novellefilm, publieksprijs)
- Göteborgs Stora Filmpris (prijs van de stad Göteborg voor de competitiefilm die door het publiek als beste wordt beoordeeld)

De filmprijs Mai Zetterling-stipendiet wordt niet meer op het filmfestival uitgereikt.

## Winnaars van de Dragon Award Best Nordic Film
De hoofdprijs van het festival is de Dragon Award Best Nordic Film voor beste film uit de Noordse landen. De volgende films hebben de prijs gewonnen:
| Jaar | Film                                | Regisseur                                   | Nationaliteit van regisseur (bij de filmpremière) |
| ---- | ----------------------------------- | ------------------------------------------- | ------------------------------------------------- |
| 1989 | David eller Goliath                 | Anne Wivel                                  | Noorwegen                                         |
| 1989 | Regi: Andrej Tarkovskij             | Michal Leszczylowski                        | Polen                                             |
| 1990 | En håndfull tid                     | Martin Asphaug                              | Noorwegen                                         |
| 1991 | Räpsy and Dolly                     | Matti Ijäs                                  | Finland                                           |
| 1992 | Freud flyttar hemifrån              | Susanne Bier                                | Denemarken                                        |
| 1993 | Russian Pizza Blues                 | Michael Wikke och Steen Rasmussen           | Denemarken                                        |
| 1994 | Glädjekällan                        | Richard Hobert                              | Zweden                                            |
| 1995 | Ti kniver i hjertet                 | Marius Holst                                | Noorwegen                                         |
| 1996 | Atlanten                            | Kristian Petri, Jan Röed och Magnus Enquist | Zweden                                            |
| 1997 | Jakten På Nyresteinen               | Vibeke Idsøe                                | Noorwegen                                         |
| 1998 | TicTac                              | Daniel Alfredson                            | Zweden                                            |
| 1999 | Lusten till ett liv                 | Christer Engberg                            | Zweden                                            |
| 2000 | Min mamma hade 14 barn              | Lars-Lennart Forsberg                       | Zweden                                            |
| 2000 | Knockout                            | Agneta Fagerström Olsson                    | Zweden                                            |
| 2001 | Heftig og begeistret                | Knut Erik Jensen                            | Noorwegen                                         |
| 2002 | Muraren                             | Stefan Jarl                                 | Zweden                                            |
| 2003 | Nóialbínói                          | Dagur Kári                                  | IJsland                                           |
| 2004 | Med kameran som tröst, del 2        | Carl Johan De Geer                          | Zweden                                            |
| 2005 | Paha maa                            | Aku Louhimies                               | Finland                                           |
| 2006 | Voksne mennesker                    | Dagur Kári                                  | IJsland                                           |
| 2007 | Darling                             | Johan Kling                                 | Zweden                                            |
| 2008 | Låt den rätte komma in              | Tomas Alfredson                             | Zweden                                            |
| 2009 | Muukalainen (The Visitor)           | Jukka-Pekka Valkeapää                       | Finland                                           |
| 2010 | R                                   | Tobias Lindholm och Michael Noer            | Denemarken                                        |
| 2011 | Apflickorna (She Monkeys)           | Lisa Aschan                                 | Zweden                                            |
| 2012 | Kompani Orheim (The Company Orheim) | Arild Andresen                              | Noorwegen                                         |
| 2013 | Før snøen faller (Before Snowfall)  | Hisham Zaman                                | Noorwegen                                         |
| 2014 | Letter to the King                  | Hisham Zaman                                | Noorwegen                                         |
| 2015 | I dine hænder (In Your Arms)        | Samanou Acheche Sahlstrøm                   | Denemarken                                        |
| 2016 | Under sandet (Land of Mine)         | Martin Zandvliet                            | Denemarken                                        |
| 2017 | Sameblod (Sami Blood)               | Amanda Kernell                              | Zweden                                            |
| 2018 | Amatörer (Amateurs)                 | Gabriella Pichler                           | Zweden                                            |
| 2019 | Hjärter dam (Queen of Hearts)       | May el-Toukhy                               | Denemarken                                        |
| 2020 | Barn (Children)                     | Dag Johan Haugerud                          | Noorwegen                                         |